# ربض بيلنسي
ربض بيلنسي (الاسم العلمي:Huernia pillansii) هو نوع غير مؤكد من النباتات يتبع جنس الربض من الفصيلة الدفلية.